# 立花種温
立花 種温（たちばな たねはる）は、江戸時代後期の大名。陸奥国下手渡藩の第2代藩主。官位は従五位下・主膳正。

## 略歴
文化8年（1812年）12月6日、初代藩主・立花種善の長男として誕生。天保3年（1832年）に父が死去したため、翌天保4年（1833年）3月18日に跡を継いだ。
天保の大飢饉では備蓄米を開放し、また年貢の減免などして対応した。
嘉永2年（1849年）2月12日に急死したため、甥・種恭（実弟・立花種道の長男）が養子となり家督を継いだ。

## 系譜
父母
- 立花種善（父）
- 常 ー 堀直皓の娘（母）

正室
- 延 ー 岩城隆喜の娘

子女
- 娘
- 娘
- 娘

養子
- 立花種恭 ー 立花種道の長男